# Lyngbyfortet
Lyngbyfortet er et dansk fort. 
Fortet ligger syd for Lyngby og er et betonstøbt trekantsfort.

## Historie

### Opførelse
Lyngbyfortet er opført i årene 1887 til 1892 under navnet Gammelmosegaard Fortet som en del af nordfronten i Københavns Landbefæstning efter planer af oberstløjtnant E.J. Sommerfeldt. Det var foreningen Fædrelandets Forsvar, som startede arbejdet, men på grund af pengemangel var foreningen nødt til at få staten til at overtage arbejdet, og det var således staten, der færdiggjorde arbejdet. De samlede omkostninger udgjorde 1.166.500 kr.
Fortet skulle beskyde terrænet fra Bagsværd Fort over den sydlige del af Furesøen og området nord og øst for Lyngby til Garderhøjfortet.

### Nedlæggelse
Fortet blev nedlagt som et militært anlæg i 1929 og havde derefter flere private ejere der fjernede alt som kunne sælges. Det var både kanoner, pansertårne og alt jern og stål bortset fra portene og skodderne.
Der har også været flere former for beboelse og erhverv. I 1940 blev der opført en villa på toppen af fortet.
I 1979 blev fortet købt af Lyngby-Taarbæk Kommune, Københavns Amt og Fredningsstyrelsen. Her blev villa fjernet og en renovering af facaden blev udført.

## Indretning
Fortet er bygget med et trekantet grundlag. Den trekantede form gjorde fjendtlig beskydning af fortet mere besværligt. Fortet var gravet ned i jorden på toppen af en bakke og derfor delvist skjult for fjenden. Man havde derfor også en del besvær med at indstille kanonerne rigtig fra selve fortet. Skydningen blev derfor dirigeret fra en kikkertstation i nærheden.
Fortet er omgivet af en betonmur og oven på muren var et jerngitter. I midten af det trekantede grundlag lå en betonbygning på 2 etager.	

## Bevæbning
Fortet var bevæbnet med fire lange kanoner i pansertårne og tre korte kanoner i panserlavetter beregnet på henholdsvis fjerne og mindre fjerne mål. Både de korte og lange kanoner havde en diameter på 15 centimeter, som var de største, som fortet kunne forvente at skulle forsvare sig mod. De i alt syv kanoner skød ud fra fem pansertårnes kupler, som kunne dreje rundt om en lodret akse.
For at kunne beskytte de nære mål havde fortet to 75 millimeter hurtigskydende kanoner i forsvindingstårnene. De kunne skyde flere skud i minuttet. Forsvindingstårnene var som regel sænket ned i en brønd og dermed usynlige for fjenden. Til gravflankering var der fire 47 millimeter kanoner, seks 8 millimeter mitrailleuser og otte 8 millimeter rekylgeværer. Fortet var bemandet med 200 artillerister.

## Galleri
- Struben
- Saillantkaponieren
- Gangen ind i fortet